# Liste der Mitglieder der American Academy of Arts and Sciences/1910
Im Jahr 1910 wählte die American Academy of Arts and Sciences 11 Personen zu ihren Mitgliedern.

## Neu gewählte Mitglieder
- Archibald Cary Coolidge (1866–1928)
- Roland Burrage Dixon (1875–1934)
- Arthur Fairbanks (1864–1944)
- Worthington Chauncey Ford (1858–1941)
- David Gill (1843–1914)
- William Arthur Heidel (1868–1941)
- Alfred Church Lane (1863–1948)
- Clifford Herschel Moore (1866–1931)
- Edward Caldwell Moore (1857–1943)
- Winthrop John Vanleuven Osterhout (1871–1964)
- Charles Pomeroy Parker (1852–1916)